# Drôme Classic 2016
La 3e édition de la Drôme Classic a eu lieu le 28 février 2016. La course fait partie du calendrier UCI Europe Tour 2016 en catégorie 1.1.
L'épreuve a été remportée, lors d'un sprint à deux par le Tchèque Petr Vakoč (Etixx-Quick Step) qui s'impose devant le Belge Jan Bakelants (AG2R La Mondiale) tandis que le Français Arthur Vichot (FDJ) règle un groupe de dix coureurs pour la troisième place à six secondes du vainqueur.

## Présentation

### Équipes
Classée en catégorie 1.1 de l'UCI Europe Tour, la Drôme Classic est par conséquent ouverte aux WorldTeams dans la limite de 50 % des équipes participantes, aux équipes continentales professionnelles, aux équipes continentales et aux équipes nationales.
Dix-neuf équipes participent à cette Drôme Classic - huit WorldTeams, huit équipes continentales professionnelles et trois équipes continentales :
| UCI WorldTeams   | UCI WorldTeams | UCI WorldTeams |
| Nom de l'équipe  | Pays           | Code           |
| ---------------- | -------------- | -------------- |
| AG2R La Mondiale | France         | ALM            |
| BMC Racing       | États-Unis     | BMC            |
| Etixx-Quick Step | Belgique       | EQS            |
| FDJ              | France         | FDJ            |
| Giant-Alpecin    | Allemagne      | TGA            |
| IAM              | Suisse         | IAM            |
| Orica-GreenEDGE  | Australie      | OGE            |
| Trek-Segafredo   | États-Unis     | TFS            |

| Équipes continentales professionnelles | Équipes continentales professionnelles | Équipes continentales professionnelles |
| Nom de l'équipe                        | Pays                                   | Code                                   |
| -------------------------------------- | -------------------------------------- | -------------------------------------- |
| Caja Rural-Seguros RGA                 | Espagne                                | CJR                                    |
| Cofidis                                | France                                 | COF                                    |
| Delko-Marseille Provence-KTM           | France                                 | DMP                                    |
| Direct Énergie                         | France                                 | DEN                                    |
| Fortuneo-Vital Concept                 | France                                 | FVC                                    |
| Roompot-Oranje Peloton                 | Pays-Bas                               | ROP                                    |
| Topsport Vlaanderen-Baloise            | Belgique                               | TSV                                    |
| Wanty-Groupe Gobert                    | Belgique                               | WGG                                    |

| Équipes continentales            | Équipes continentales | Équipes continentales |
| Nom de l'équipe                  | Pays                  | Code                  |
| -------------------------------- | --------------------- | --------------------- |
| Armée de Terre                   | France                | ADT                   |
| HP BTP-Auber 93                  | France                | AUB                   |
| Wallonie Bruxelles-Group Protect | Belgique              | WBC                   |

### Primes
Les vingt prix sont attribués suivant le barème de l'UCI. Le total général des prix distribués est de 14 477 €.
| Position | 1er     | 2e      | 3e      | 4e    | 5e    | 6e    | 7e    | 8e    | 9e    | 10e à 20e |
| Prix     | 5 785 € | 2 895 € | 1 445 € | 715 € | 580 € | 433 € | 433 € | 287 € | 287 € | 147 €     |

## Classements

### Classement final
| Classement final | Classement final  | Classement final | Classement final | Classement final  |
|                  | Coureur           | Pays             | Équipe           | Temps             |
| ---------------- | ----------------- | ---------------- | ---------------- | ----------------- |
| 1er              | Petr Vakoč        | Tchéquie         | Etixx-Quick Step | en 5 h 8 min 57 s |
| 2e               | Jan Bakelants     | Belgique         | AG2R La Mondiale | + 0 s             |
| 3e               | Arthur Vichot     | France           | FDJ              | + 6 s             |
| 4e               | Julien Simon      | France           | Cofidis          | + 6 s             |
| 5e               | Pieter Serry      | Belgique         | Etixx-Quick Step | + 6 s             |
| 6e               | Adam Yates        | Royaume-Uni      | Orica-GreenEDGE  | + 6 s             |
| 7e               | Romain Feillu     | France           | HP BTP-Auber 93  | + 6 s             |
| 8e               | Romain Bardet     | France           | AG2R La Mondiale | + 6 s             |
| 9e               | Anthony Maldonado | France           | HP BTP-Auber 93  | + 6 s             |
| 10e              | Lilian Calmejane  | France           | Direct Énergie   | + 6 s             |
| modifier         |                   |                  |                  |                   |

### UCI Europe Tour
Cette Drôme Classic attribue des points pour l'UCI Europe Tour 2016, par équipes seulement aux coureurs des équipes continentales professionnelles et continentales, individuellement à tous les coureurs sauf ceux faisant partie d'une équipe ayant un label WorldTeam.
| Position           | 1er | 2e | 3e | 4e | 5e | 6e | 7e | 8e | 9e | 10e | 11e | 12e | 13e à 15e | 16e à 25e |
| Classement général | 125 | 85 | 70 | 60 | 50 | 40 | 35 | 30 | 25 | 20  | 15  | 10  | 5         | 3         |

## Liste des participants
- Liste de départ complète

| Légende | Légende                                                                    | Légende | Légende                                                    |
| ------- | -------------------------------------------------------------------------- | ------- | ---------------------------------------------------------- |
| Num     | Dossard de départ porté par le coureur sur cette Drôme Classic             | Pos     | Position à l'arrivée de la course                          |
|         | Indique un maillot de champion national ou mondial, suivi de sa spécialité | NP      | Indique un coureur qui n'a pas pris le départ de la course |
| AB      | Indique un coureur qui n'a pas terminé la course                           | HD      | Indique un coureur qui a terminé la course hors des délais |

| AG2R La Mondiale ALM           | AG2R La Mondiale ALM      | AG2R La Mondiale ALM |
| ------------------------------ | ------------------------- | -------------------- |
| Num                            | Coureur                   | Pos                  |
| 1                              | Samuel Dumoulin (FRA)     | AB                   |
| 2                              | Jan Bakelants (BEL)       | 2e                   |
| 3                              | Guillaume Bonnafond (FRA) | 85e                  |
| 4                              | Axel Domont (FRA)         | 67e                  |
| 5                              | Pierre Latour (FRA)       | 28e                  |
| 6                              | Romain Bardet (FRA)       | 8e                   |
| 7                              | Cyril Gautier (FRA)       | 36e                  |
| 8                              | Ben Gastauer (LUX)        | 62e                  |
| Directeur sportif : Gilles Mas |                           |                      |

| BMC Racing BMC                    | BMC Racing BMC            | BMC Racing BMC |
| --------------------------------- | ------------------------- | -------------- |
| Num                               | Coureur                   | Pos            |
| 11                                | Darwin Atapuma (COL)      | 41e            |
| 12                                | Rohan Dennis (AUS)        | AB             |
| 13                                | Amaël Moinard (FRA)       | 37e            |
| 14                                | Samuel Sánchez (ESP)      | 64e            |
| 15                                | Manuel Senni (ITA)        | AB             |
| 16                                | Dylan Teuns (BEL)         | 70e            |
| 17                                | Loïc Vliegen (BEL)        | AB             |
| 18                                | Danilo Wyss (SUI) (Route) | 50e            |
| Directeur sportif : Yvon Ledanois |                           |                |

| FDJ                                 | FDJ                            | FDJ  |
| ----------------------------------- | ------------------------------ | ---- |
| Num                                 | Coureur                        | Pos  |
| 21                                  | Arnaud Courteille (FRA)        | 87e  |
| 22                                  | Alexandre Geniez (FRA)         | 39e  |
| 23                                  | Pierre-Henri Lecuisinier (FRA) | 79e  |
| 24                                  | Jérémy Maison (FRA)            | 108e |
| 25                                  | Odd Christian Eiking (NOR)     | 73e  |
| 26                                  | Laurent Pichon (FRA)           | AB   |
| 27                                  | Benoît Vaugrenard (FRA)        | 116e |
| 28                                  | Arthur Vichot (FRA)            | 3e   |
| Directeur sportif : Thierry Bricaud |                                |      |

| Giant-Alpecin TGA                     | Giant-Alpecin TGA        | Giant-Alpecin TGA |
| ------------------------------------- | ------------------------ | ----------------- |
| Num                                   | Coureur                  | Pos               |
| 31                                    | Tobias Ludvigsson (SWE)  | 52e               |
| 32                                    | Caleb Fairly (USA)       | 118e              |
| 33                                    |                          |                   |
| 34                                    | Sindre Lunke (NOR)       | 78e               |
| 35                                    | Ji Cheng (CHN)           | AB                |
| 36                                    | Carter Jones (USA)       | 68e               |
| 37                                    | Fredrik Ludvigsson (SWE) | 106e              |
| 38                                    | Sam Oomen (NED)          | 18e               |
| Directeur sportif : Arthur van Dongen |                          |                   |

| Orica-GreenEDGE OGE                  | Orica-GreenEDGE OGE    | Orica-GreenEDGE OGE |
| ------------------------------------ | ---------------------- | ------------------- |
| Num                                  | Coureur                | Pos                 |
| 41                                   |                        |                     |
| 42                                   | Michael Albasini (SUI) | 48e                 |
| 43                                   | Simon Yates (GBR)      | 20e                 |
| 44                                   | Adam Yates (GBR)       | 6e                  |
| 45                                   | Christian Meier (CAN)  | 24e                 |
| 46                                   | Esteban Chaves (COL)   | 33e                 |
| 47                                   | Luka Mezgec (SLO)      | 81e                 |
| 48                                   | Amets Txurruka (ESP)   | 60e                 |
| Directeur sportif : David McPartland |                        |                     |

| Trek-Segafredo TFS               | Trek-Segafredo TFS     | Trek-Segafredo TFS |
| -------------------------------- | ---------------------- | ------------------ |
| Num                              | Coureur                | Pos                |
| 51                               | Eugenio Alafaci (ITA)  | AB                 |
| 52                               | Julián Arredondo (COL) | 63e                |
| 53                               | Fumiyuki Beppu (JPN)   | 111e               |
| 54                               | Julien Bernard (FRA)   | 84e                |
| 55                               | Laurent Didier (LUX)   | 61e                |
| 56                               | Kiel Reijnen (USA)     | 86e                |
| 57                               | Fränk Schleck (LUX)    | 25e                |
| 58                               | Riccardo Zoidl (AUT)   | 90e                |
| Directeur sportif : Kim Andersen |                        |                    |

| IAM                               | IAM                     | IAM  |
| --------------------------------- | ----------------------- | ---- |
| Num                               | Coureur                 | Pos  |
| 61                                | Clément Chevrier (FRA)  | 88e  |
| 62                                | Stef Clement (NED)      | NP   |
| 63                                | Stefan Denifl (AUT)     | DSQ  |
| 64                                | Lawrence Warbasse (USA) | 26e  |
| 65                                | Pirmin Lang (SUI)       | 99e  |
| 66                                | Simon Pellaud (SUI)     | 119e |
| 67                                | Vicente Reynés (ESP)    | 15e  |
| 68                                | Jérôme Coppel (FRA)     | 47e  |
| Directeur sportif : Eddy Seigneur |                         |      |

| Etixx-Quick Step EQS           | Etixx-Quick Step EQS     | Etixx-Quick Step EQS |
| ------------------------------ | ------------------------ | -------------------- |
| Num                            | Coureur                  | Pos                  |
| 71                             | Maxime Bouet (FRA)       | 27e                  |
| 72                             | Gianluca Brambilla (ITA) | 14e                  |
| 73                             | David de la Cruz (ESP)   | 30e                  |
| 74                             | Davide Martinelli (ITA)  | 109e                 |
| 75                             | Petr Vakoč (CZE) (Route) | 1er                  |
| 76                             | Pieter Serry (BEL)       | 5e                   |
| 77                             | Carlos Verona (ESP)      | 32e                  |
| 78                             | Rodrigo Contreras (COL)  | AB                   |
| Directeur sportif : Brian Holm |                          |                      |

| Fortuneo-Vital Concept FVC        | Fortuneo-Vital Concept FVC | Fortuneo-Vital Concept FVC |
| --------------------------------- | -------------------------- | -------------------------- |
| Num                               | Coureur                    | Pos                        |
| 81                                | Eduardo Sepúlveda (ARG)    | AB                         |
| 82                                | Frédéric Brun (FRA)        | AB                         |
| 83                                | Anthony Delaplace (FRA)    | 11e                        |
| 84                                | Pierrick Fédrigo (FRA)     | 35e                        |
| 85                                | Arnaud Gérard (FRA)        | 51e                        |
| 86                                | Armindo Fonseca (FRA)      | 82e                        |
| 87                                | Francis Mourey (FRA)       | 93e                        |
| 88                                | Kévin Ledanois (FRA)       | 65e                        |
| Directeur sportif : Denis Leproux |                            |                            |

| Direct Énergie DEN                  | Direct Énergie DEN       | Direct Énergie DEN |
| ----------------------------------- | ------------------------ | ------------------ |
| Num                                 | Coureur                  | Pos                |
| 91                                  | Lilian Calmejane (FRA)   | 10e                |
| 92                                  | Jérémy Cornu (FRA)       | 95e                |
| 93                                  | Fabrice Jeandesboz (FRA) | 59e                |
| 94                                  | Fabien Grellier (FRA)    | 102e               |
| 95                                  | Perrig Quéméneur (FRA)   | 83e                |
| 96                                  | Romain Sicard (FRA)      | 43e                |
| 97                                  | Angélo Tulik (FRA)       | 13e                |
| 98                                  | Thomas Voeckler (FRA)    | 44e                |
| Directeur sportif : Lylian Lebreton |                          |                    |

| Cofidis COF                          | Cofidis COF             | Cofidis COF |
| ------------------------------------ | ----------------------- | ----------- |
| Num                                  | Coureur                 | Pos         |
| 101                                  | Romain Hardy (FRA)      | 49e         |
| 102                                  | Arnold Jeannesson (FRA) | 40e         |
| 103                                  | Rudy Molard (FRA)       | 46e         |
| 104                                  | Julien Simon (FRA)      | 4e          |
| 105                                  | Anthony Turgis (FRA)    | AB          |
| 106                                  | Anthony Perez (FRA)     | 94e         |
| 107                                  | Nicolas Edet (FRA)      | 17e         |
| 108                                  | Yoann Bagot (FRA)       | AB          |
| Directeur sportif : Jean-Luc Jonrond |                         |             |

| Delko-Marseille Provence-KTM DMP        | Delko-Marseille Provence-KTM DMP | Delko-Marseille Provence-KTM DMP |
| --------------------------------------- | -------------------------------- | -------------------------------- |
| Num                                     | Coureur                          | Pos                              |
| 111                                     | Fredrik Strand Galta (NOR)       | AB                               |
| 112                                     | Romain Combaud (FRA)             | 56e                              |
| 113                                     | Evaldas Šiškevičius (LTU)        | 80e                              |
| 114                                     | Leonardo Duque (COL)             | 23e                              |
| 115                                     | Daniel Díaz (ARG)                | 69e                              |
| 116                                     | Thierry Hupond (FRA)             | 96e                              |
| 117                                     | Christophe Laborie (FRA)         | 75e                              |
| 118                                     |                                  |                                  |
| Directeur sportif : Freddy Lecarpentier |                                  |                                  |

| Caja Rural-Seguros RGA CJR             | Caja Rural-Seguros RGA CJR  | Caja Rural-Seguros RGA CJR |
| -------------------------------------- | --------------------------- | -------------------------- |
| Num                                    | Coureur                     | Pos                        |
| 121                                    | Diego Rubio Hernández (ESP) | AB                         |
| 122                                    | Carlos Barbero (ESP)        | 98e                        |
| 123                                    | Miguel Ángel Benito (ESP)   | 101e                       |
| 124                                    | Jonathan Lastra (ESP)       | 55e                        |
| 125                                    | Fabricio Ferrari (URU)      | 58e                        |
| 126                                    | Eduard Prades (ESP)         | 16e                        |
| 127                                    | Peio Bilbao (ESP)           | 66e                        |
| 128                                    | Hugh Carthy (GBR)           | 38e                        |
| Directeur sportif : Eugenio Goikoetxea |                             |                            |

| Roompot-Oranje Peloton ROP               | Roompot-Oranje Peloton ROP | Roompot-Oranje Peloton ROP |
| ---------------------------------------- | -------------------------- | -------------------------- |
| Num                                      | Coureur                    | Pos                        |
| 131                                      | Huub Duyn (NED)            | 54e                        |
| 132                                      | Reinier Honig (NED)        | 114e                       |
| 133                                      | Johnny Hoogerland (NED)    | 22e                        |
| 134                                      |                            |                            |
| 135                                      | Antwan Tolhoek (NED)       | AB                         |
| 136                                      | Etienne van Empel (NED)    | 115e                       |
| 137                                      | Nick van der Lijke (NED)   | 53e                        |
| 138                                      |                            |                            |
| Directeur sportif : Jean-Paul van Poppel |                            |                            |

| Wanty-Groupe Gobert WGG                 | Wanty-Groupe Gobert WGG | Wanty-Groupe Gobert WGG |
| --------------------------------------- | ----------------------- | ----------------------- |
| Num                                     | Coureur                 | Pos                     |
| 141                                     | Gaëtan Bille (BEL)      | AB                      |
| 142                                     | Thomas Degand (BEL)     | 34e                     |
| 143                                     | Antoine Demoitié (BEL)  | 105e                    |
| 144                                     |                         |                         |
| 145                                     | Enrico Gasparotto (ITA) | 12e                     |
| 146                                     | Marco Minnaard (NED)    | 19e                     |
| 147                                     |                         |                         |
| 148                                     | Lander Seynaeve (BEL)   | AB                      |
| Directeur sportif : Sébastien Demarbaix |                         |                         |

| Topsport Vlaanderen-Baloise TSV    | Topsport Vlaanderen-Baloise TSV | Topsport Vlaanderen-Baloise TSV |
| ---------------------------------- | ------------------------------- | ------------------------------- |
| Num                                | Coureur                         | Pos                             |
| 151                                |                                 |                                 |
| 152                                | Ruben Pols (BEL)                | 121e                            |
| 153                                | Stijn Steels (BEL)              | 100e                            |
| 154                                | Jef Van Meirhaeghe (BEL)        | 113e                            |
| 155                                | Eliot Lietaer (BEL)             | 31e                             |
| 156                                | Sander Helven (BEL)             | 122e                            |
| 157                                | Jonas Rickaert (BEL)            | 72e                             |
| 158                                | Otto Vergaerde (BEL)            | 120e                            |
| Directeur sportif : Hans De Clercq |                                 |                                 |

| Armée de Terre ADT                      | Armée de Terre ADT     | Armée de Terre ADT |
| --------------------------------------- | ---------------------- | ------------------ |
| Num                                     | Coureur                | Pos                |
| 161                                     | Bruno Armirail (FRA)   | AB                 |
| 162                                     | Clément Penven (FRA)   | AB                 |
| 163                                     | Jimmy Raibaud (FRA)    | 21e                |
| 164                                     | Yann Guyot (FRA)       | 71e                |
| 165                                     | Kévin Lebreton (FRA)   | AB                 |
| 166                                     | Jérôme Mainard (FRA)   | 112e               |
| 167                                     | Yannis Yssaad (FRA)    | 107e               |
| 168                                     | Thibault Ferasse (FRA) | 103e               |
| Directeur sportif : David Lima da Costa |                        |                    |

| HP BTP-Auber 93 AUB                  | HP BTP-Auber 93 AUB       | HP BTP-Auber 93 AUB |
| ------------------------------------ | ------------------------- | ------------------- |
| Num                                  | Coureur                   | Pos                 |
| 171                                  | Julien Guay (FRA)         | 91e                 |
| 172                                  | Flavien Dassonville (FRA) | AB                  |
| 173                                  | Romain Feillu (FRA)       | 7e                  |
| 174                                  | Alo Jakin (EST)           | 42e                 |
| 175                                  | Guillaume Levarlet (FRA)  | 89e                 |
| 176                                  | Anthony Maldonado (FRA)   | 9e                  |
| 177                                  | David Menut (FRA)         | 29e                 |
| 178                                  | Maxime Renault (FRA)      | 45e                 |
| Directeur sportif : Stéphane Javalet |                           |                     |

| Wallonie Bruxelles-Group Protect WBC | Wallonie Bruxelles-Group Protect WBC | Wallonie Bruxelles-Group Protect WBC |
| ------------------------------------ | ------------------------------------ | ------------------------------------ |
| Num                                  | Coureur                              | Pos                                  |
| 181                                  | Olivier Pardini (BEL)                | 117e                                 |
| 182                                  | Florent Delfosse (BEL)               | 57e                                  |
| 183                                  | Julien Stassen (BEL)                 | 77e                                  |
| 184                                  | Grégory Habeaux (BEL)                | 92e                                  |
| 185                                  | Thomas Deruette (BEL)                | 110e                                 |
| 186                                  | Gaëtan Pons (BEL)                    | 74e                                  |
| 187                                  | Antoine Warnier (BEL)                | 76e                                  |
| 188                                  | Ludwig De Winter (BEL)               | 104e                                 |
| Directeur sportif : Olivier Kaisen   |                                      |                                      |

## En savoir plus